# Konfederacja warszawska (1733)
Konfederacja warszawska (1733) – zawiązana 5 października 1733 r. we wsi Kamion przez ok. 3 tys. zwolenników Augusta III Sasa, bezpośrednio po dokonaniu jego elekcji na tron polski. Marszałkiem konfederacji został Antoni Józef Poniński.

## Charakterystyka
Była to pierwsza w historii Rzeczypospolitej konfederacja odgórna, utworzona jako generalna, choć bez oparcia we wcześniejszych konfederacjach wojewódzkich. Jej uczestnicy powoływali się wyłącznie na postulaty konfederacji nowogródzkiej, zawiązanej 11 lipca 1733 w proteście przeciwko ustaleniom sejmu konwokacyjnego, który uniemożliwił cudzoziemcom ubieganie się o tron. Z powodu braku oparcia w związkach partykularnych, legalność konfederacji była kwestionowana, głównie przez konfederatów dzikowskich.
Konfederaci warszawscy uznali Stanisława Leszczyńskiego za wroga ojczyzny, a wszystkim jego zwolennikom zagrozili konfiskatą dóbr, infamią i utratą wszelkich przywilejów.